# Ramasseuse-chargeuse

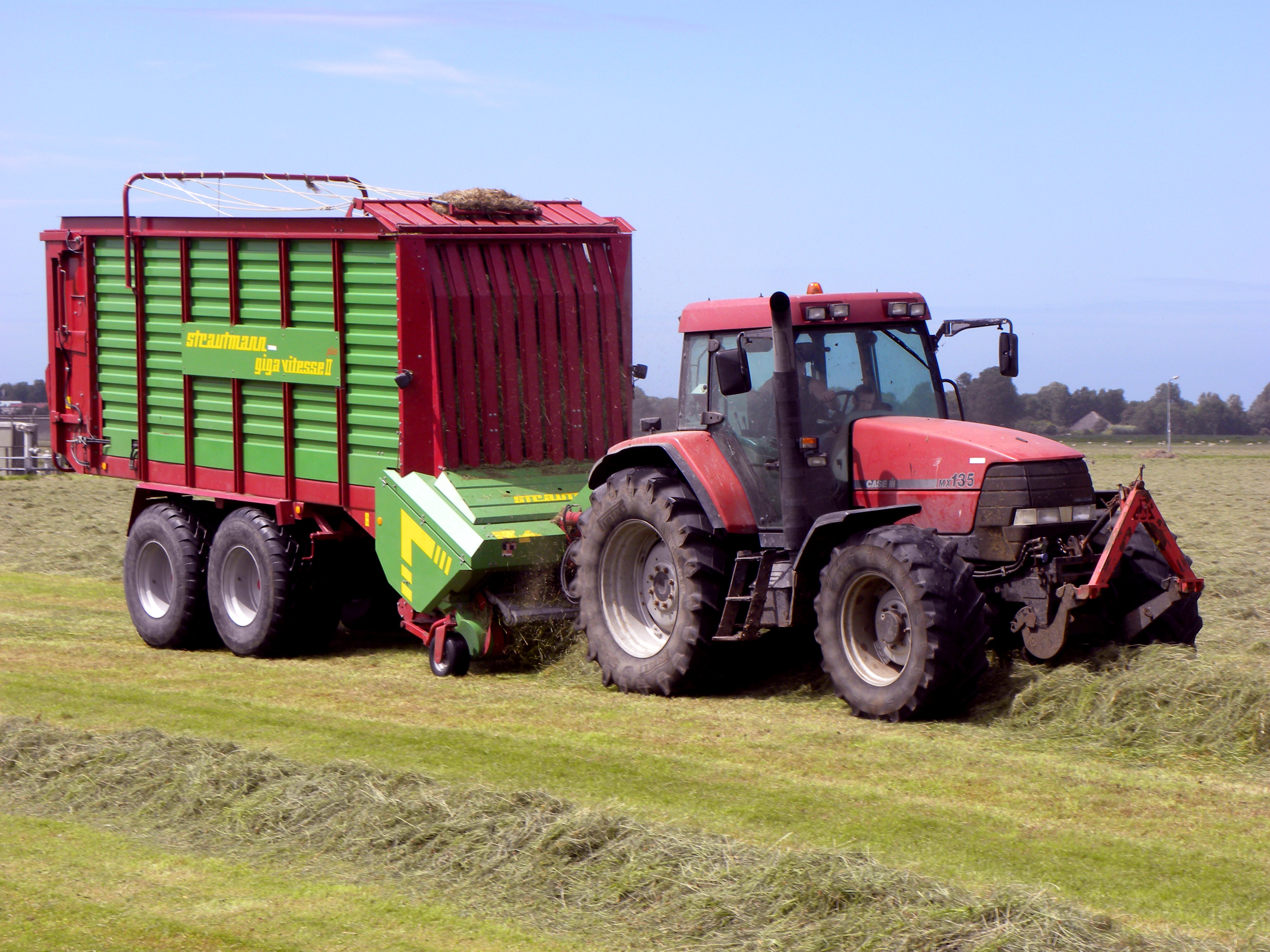
Remorque autochargeuse Strautmann, 2009.

Les ramasseuses-chargeuses (on peut dire aussi ramasseuse autochargeuse ou autochargeuse) sont des machines de récolte agricoles capables de ramasser, éventuellement broyer, puis transporter et décharger des récoltes, souvent de l'herbe préalablement fauchée et andainée. Leur origine vient de la nécessité de simplifier certains chantiers de récolte d'herbe en foin ou en ensilage. Elles sont le plus souvent tractées (remorque autochargeuse…) et dans quelques cas automotrices.
Ramasseuse-chargeuse désigne aussi des machines destinées à la récolte des betteraves, tubercules, légumes-racines et des bulbes mais aussi à la collecte des pierres dans les champs.
Une ensileuse traînée ou automotrice peut être appelée ramasseuse-hacheuse-chargeuse.

## Ramasseuse-chargeuse de fourrage

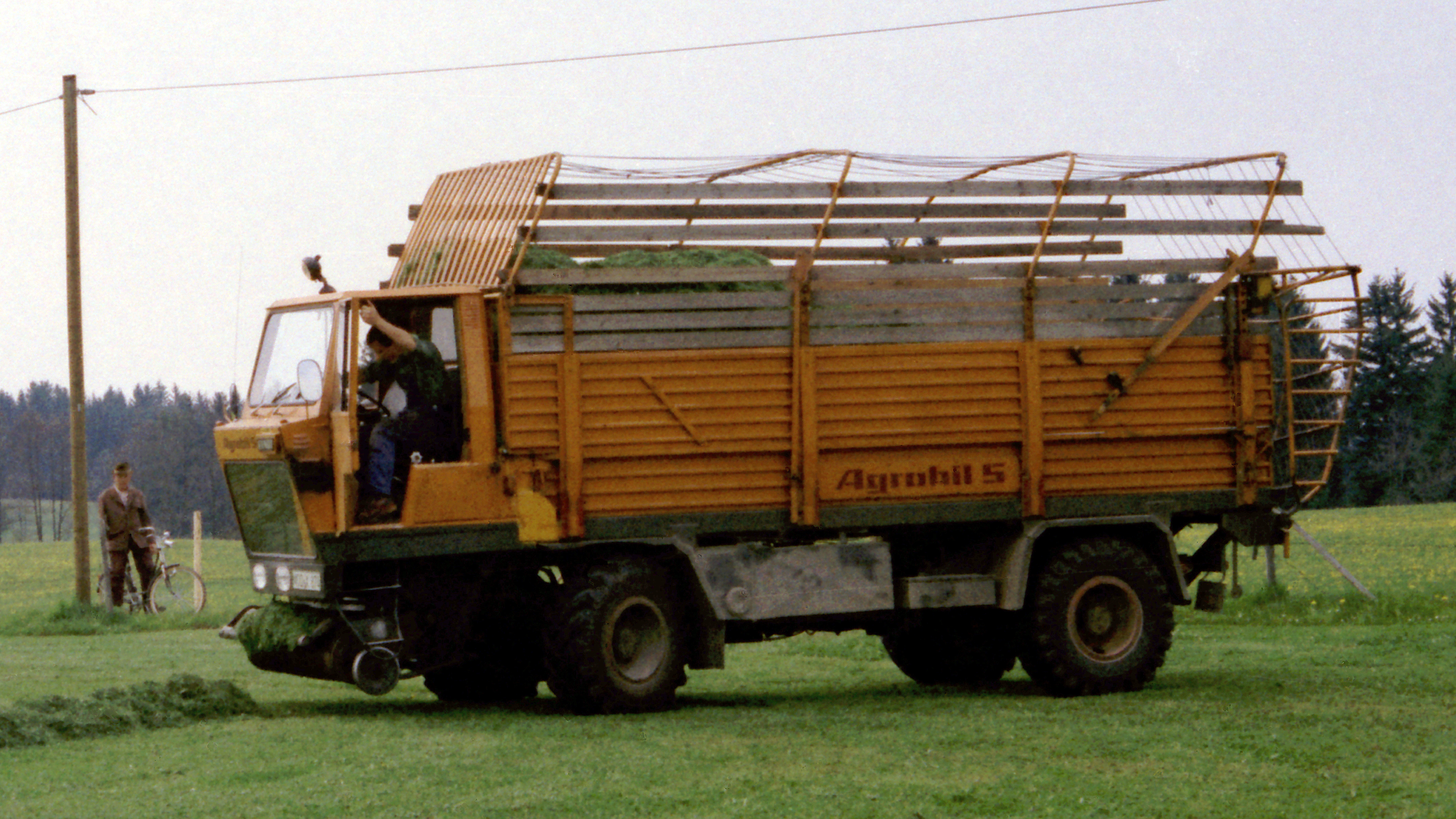
Autochargeuse automotrice

Ces machines sont souvent appelées remorques autochargeuses. Il existe aussi des remorques autochargeuses de bottes rectangulaires ou rondes de foin ou paille et des autochargeuses automotrices.

### Description

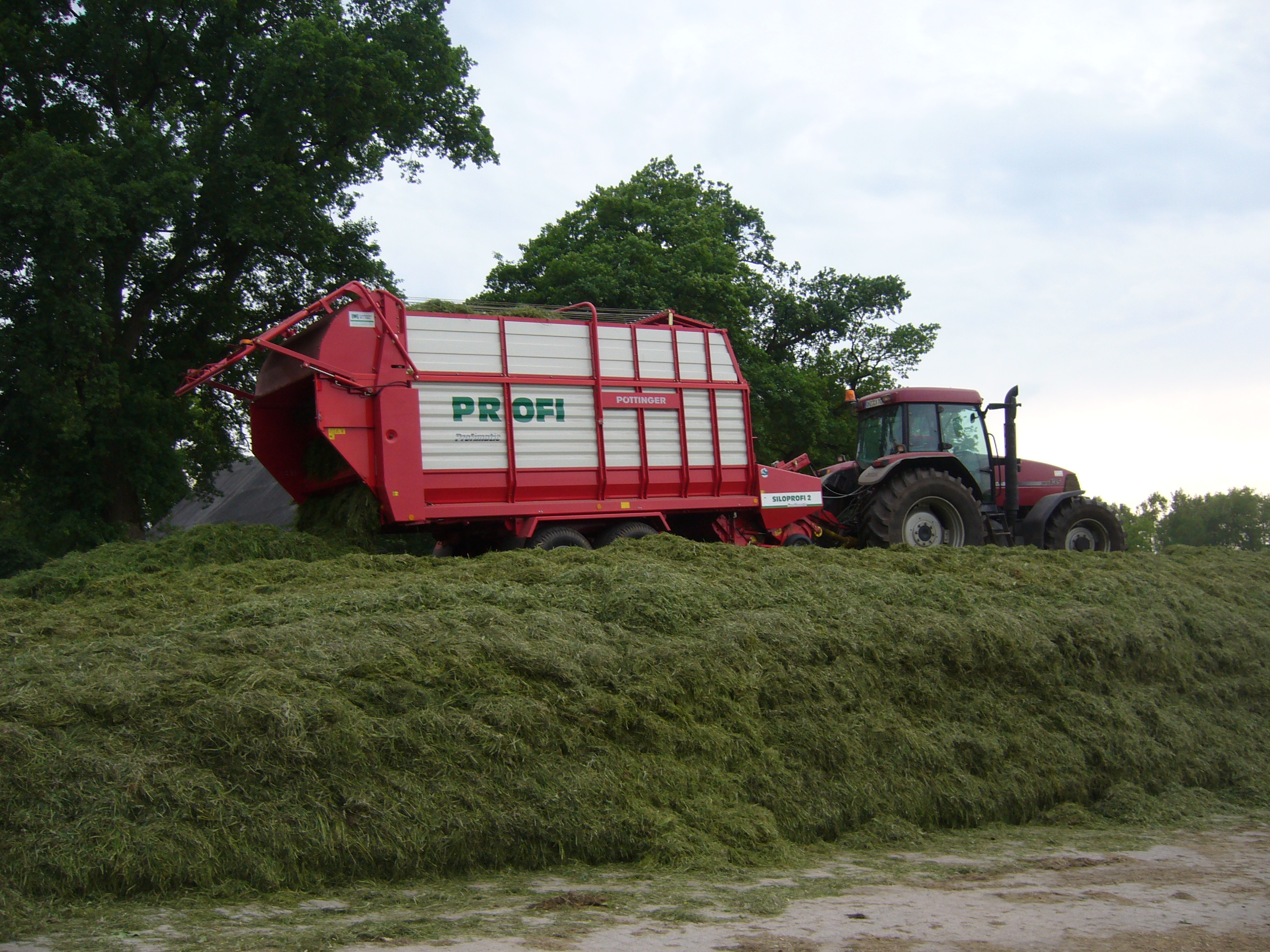
Déchargement d'herbe à ensiler (le déchargement au pied du silo est souvent préféré pour des raisons d'hygiène et de sécurité)

Elles sont composées d'un caisson chargé de contenir le fourrage et d'un ramasseur appelé pickup prolongé d'un système propulsant le fourrage dans la remorque et parfois d'un système de hachage du fourrage. Un fond mouvant à barrettes permet le déchargement par l'arrière. Les machines les plus modernes contiennent plus de 80 m3 de fourrage.

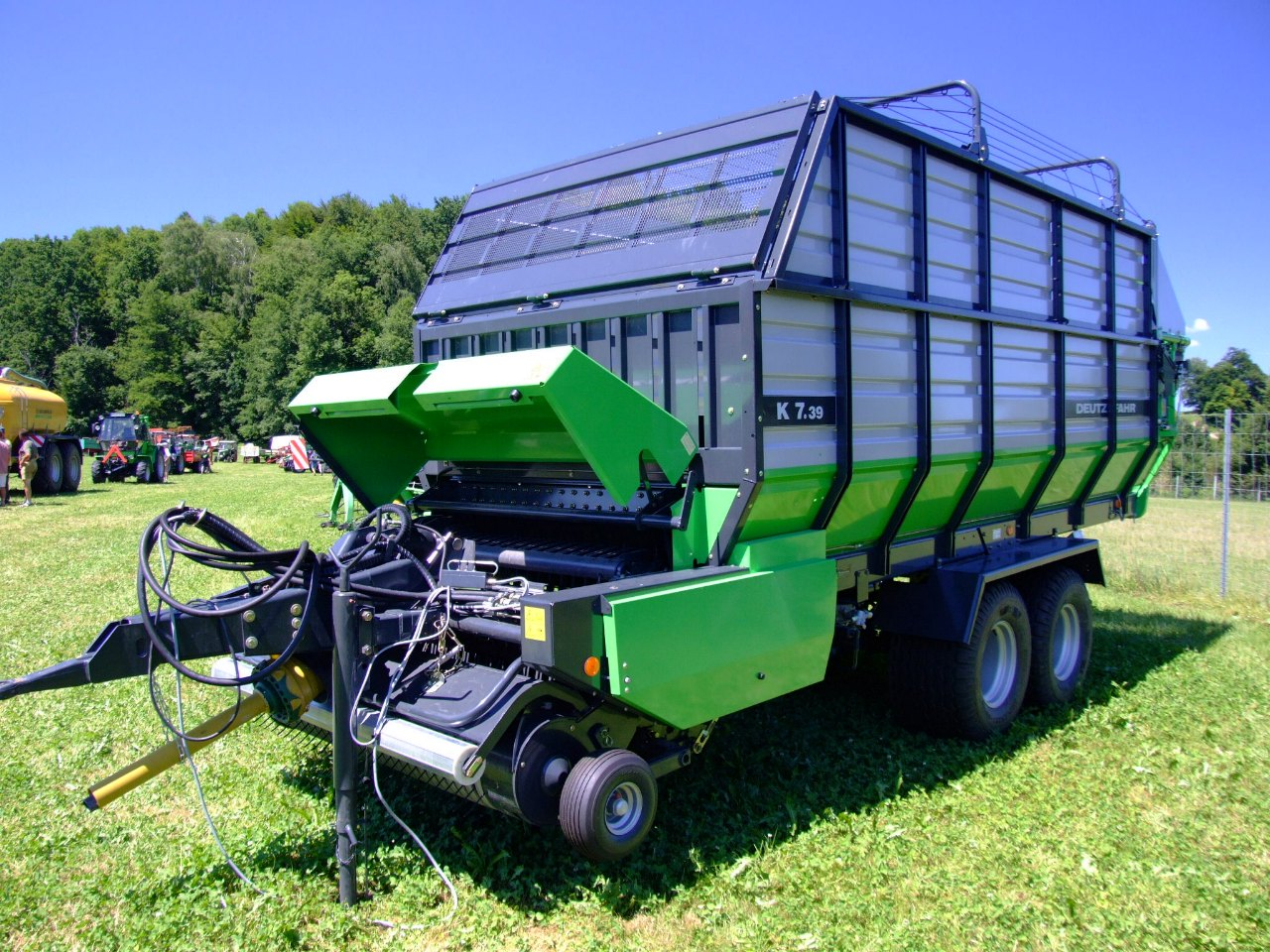
Remorque autochargeuse Deutz-Fahr.

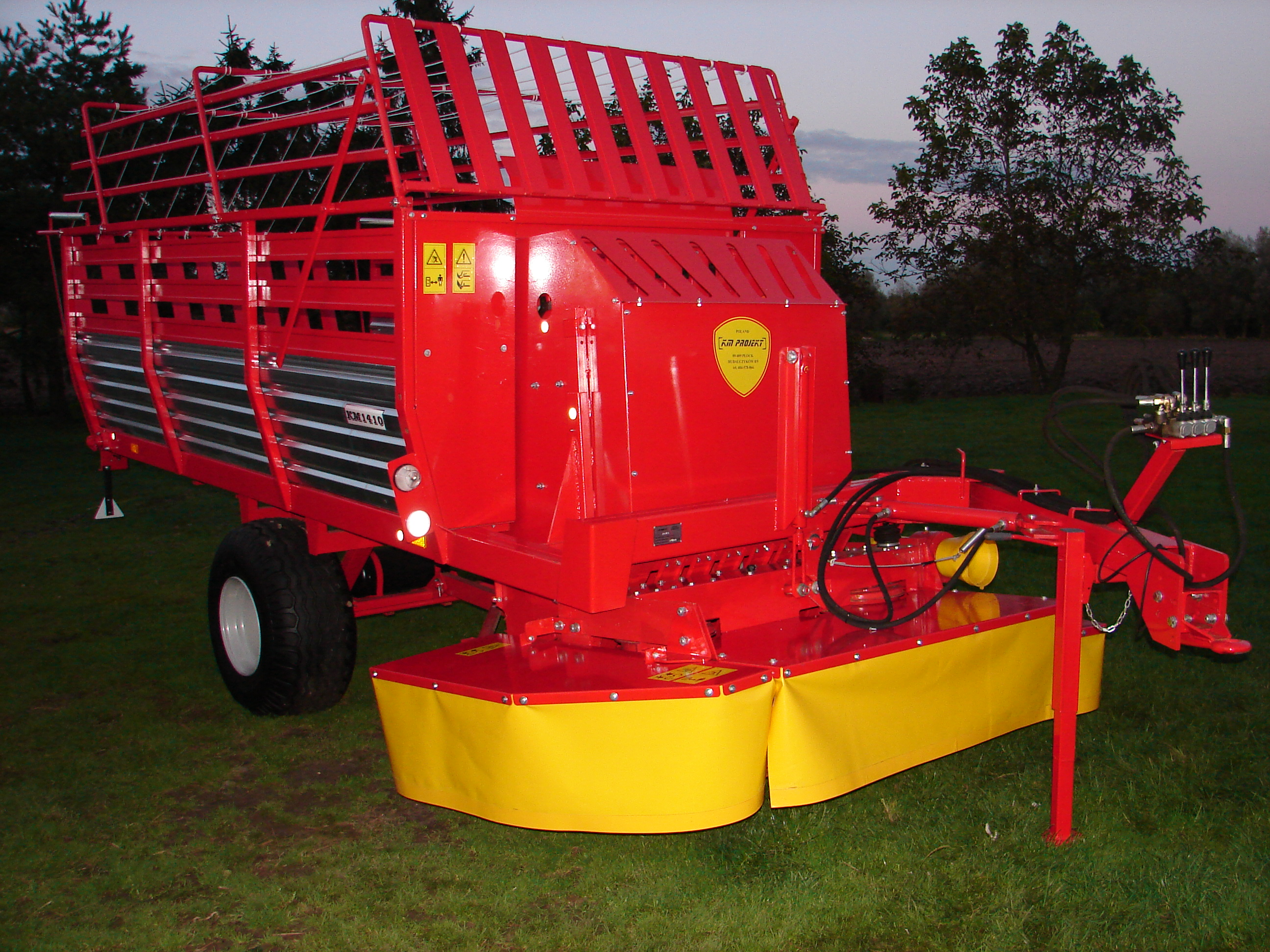
Machine de petite dimension à coupe directe (avec faucheuse intégrée), idéale pour l'affouragement en vert, Pologne, 2010.

Elles sont généralement entraînées par la prise de force du tracteur. Le tracteur peut être équipé d'une faucheuse frontale pour réaliser en un seul passage les opérations de récolte. Le pickup peut aussi être remplacé par une faucheuse (autochargeuse à coupe directe).

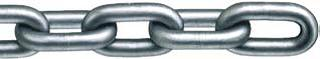
Principe de disposition des maillons d'une chaîne marine

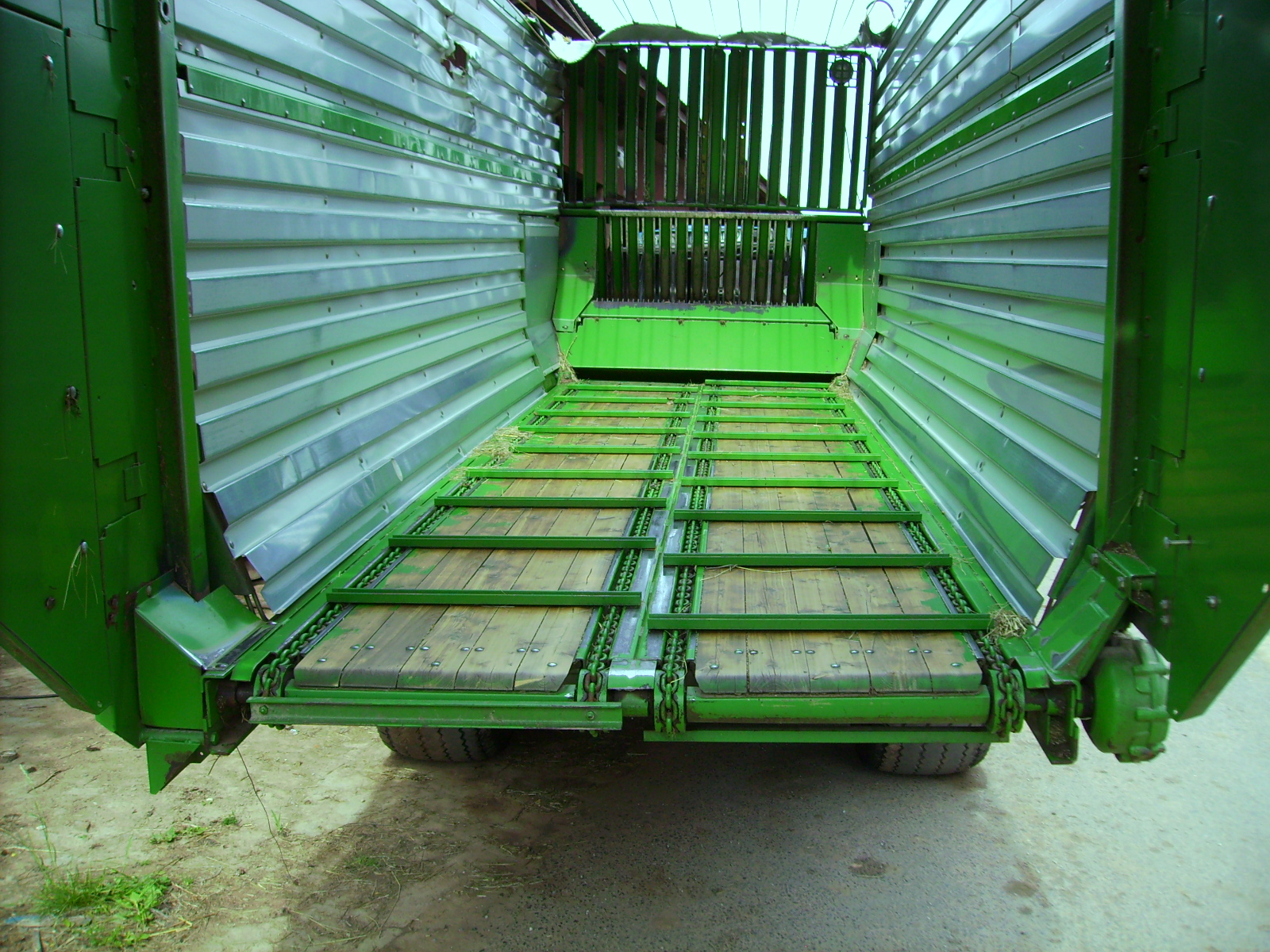
Intérieur d'une autochargeuse avec un fond mouvant à barrettes à quatre chaînes.

L'autochargeuse possède un tapis à barrettes de fond de caisse entraîné par deux ou quatre chaines en acier à haute résistance (« chaîne marine agricole »), qui garantit le déchargement de l’aliment au bâtiment d’élevage ou au silo. L’entraînement de ces chaînes est assuré par des pignons spéciaux, dites « noix d'entrainement » placés sur des tendeurs, ce qui évite le déraillement de la chaîne. La machine peut être de plus munie d'un tapis à déchargement latéral, à droite ou à gauche, pour l'affouragement à l'auge ou en cordons, placé généralement à l'avant de la caisse.
Les capacités de caisse varient de 3 m3 à plus de 500 m3 selon les besoins des exploitations. Les marques les plus connues sont Pöttinger (de), Strautmann (de), Krone, Schuitemaker (nl), Jeulin, Claas, John Deere, Deutz et Fendt.
On peut trouver par exemple pour la marque Krone différents types de modèle de remorques autochargeuses récentes. Il y a par exemple la remorque autochargeuse Krone RX 330 GL d'une capacité de 33 m3, avec une largeur du pick-up à l'avant de la machine de 2,12 m et une puissance absorbée de 130KW (175 chevaux) et le modèle RX 370 GL de capacité 27 m3 de même largeur de travail et même puissance. Les deux machines possèdent 54 couteaux à l'avant pour hacher et emmener le fourrage dans la remorque.

### Utilisations
- Pour l'alimentation des troupeaux en fourrage frais le ramassage et la distribution doivent suivre de près la fauche. Il n'y a généralement pas de broyage.

- Pour le foin le fourrage doit avoir été fané préalablement et andainé. Le hachage est optionnel et le séchage naturel peut être complété par un séchage en grange.

- Pour l'ensilage, le pick-up amène le flux d'herbe souvent préfanée dans un broyeur qui réalise un hachage en brins de quelques centimètres et souffle le fourrage dans le caisson ; c'est l'utilisation principale des grandes machines
- Elles peuvent être utilisées pour le transport de maïs au silo et sont dans ce cas chargées par une ensileuse à maïs.

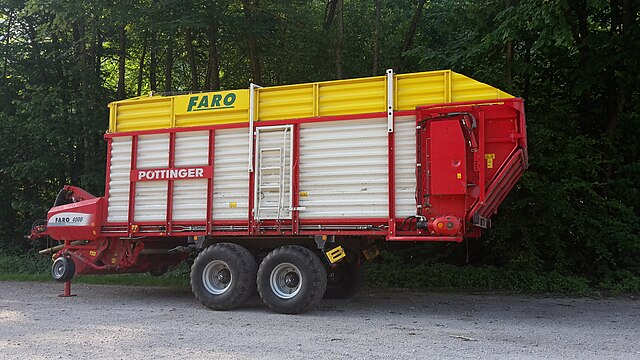
Autochargeuse Pöttinger de 2018

Elles sont très fréquentes en moyenne montagne dans le sud de l'Allemagne, la Suisse et l'Autriche et parfois utilisées avant séchage en grange. Des machines de dimensions modestes ont connu un certain succès pour l’affouragement en vert des élevages de chèvres laitières en France dans les années 2000.
Certaines machines ont été adaptées au travail en pente : voie large, caisse surbaissée, deux essieux.

## Ramasseuse-chargeuse de betteraves, tubercules, bulbes

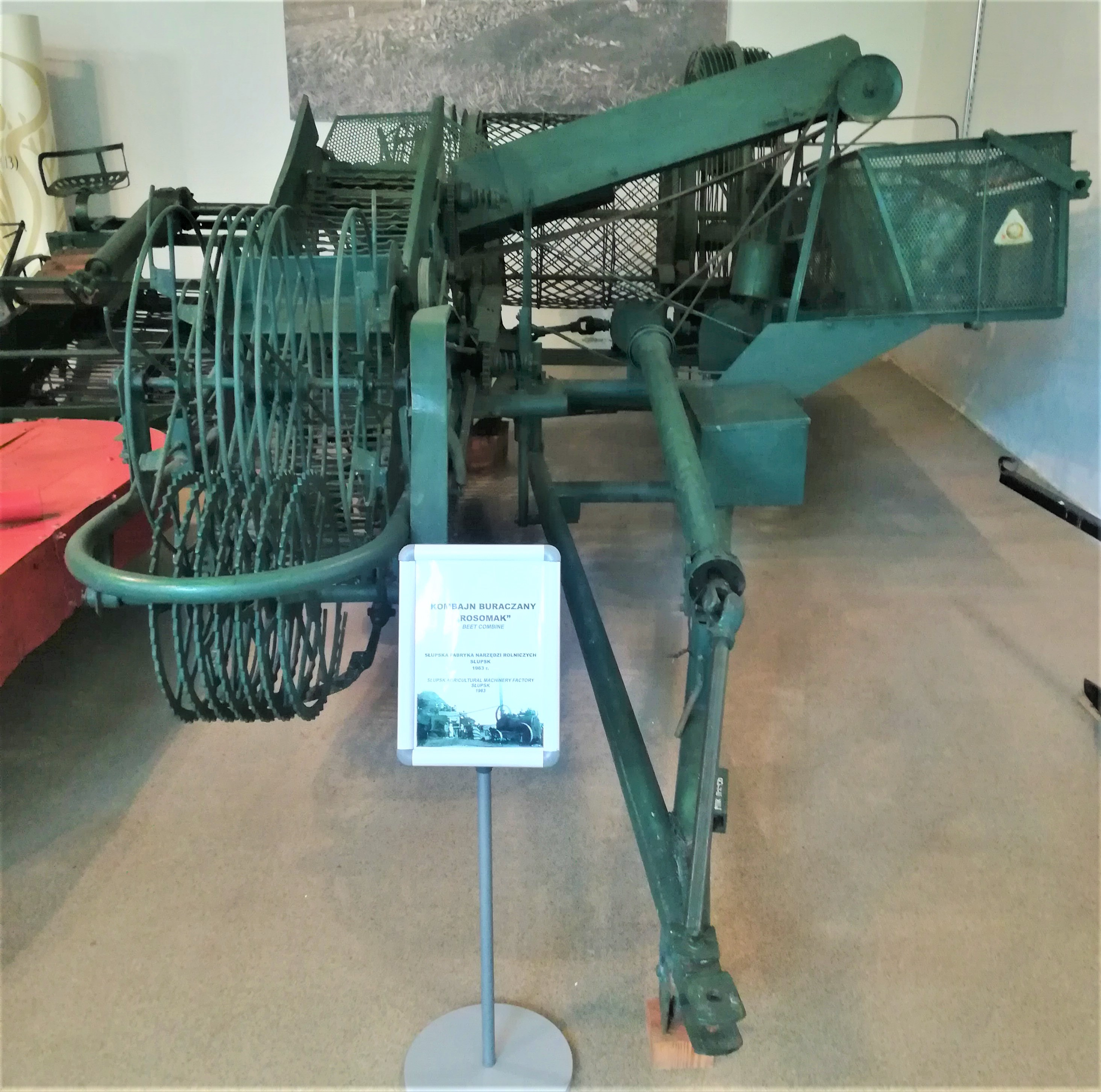
Ancienne ramasseuse-chargeuse de betteraves, Pologne

Il existe des machines ne réalisant que le ramassage et le chargement de ces produits. Cependant de nos jours leur récolte est plus souvent réalisée par des machines très complexes assurant également d'autres fonctions comme l'élimination des verts, l'arrachage, le nettoyage, une partie du triage : intégrale à betteraves, récolteuse de pommes de terre, ramasseuse-chargeuse de racines d'endives, d'oignons.

## Ramasseuse-chargeuse de pierres
Ce type de machine tractée charge dans un caisson ou une remorque les pierres des champs et jardins  ou de parcelles destinées à être remises en cultures. Les pierres peuvent être prélevées directement après travail du sol ou préalablement arrachées et andainées par une épierreuse-andaineuse.